# Attentato sull'autobus n. 16 di Haifa
L'attentato sull'autobus n. 16 di Haifa fu un attacco suicida avvenuto il 2 dicembre 2001 su un mezzo della società di trasporto pubblico Egged. Nell'attacco morirono 15 persone e 40 rimasero ferite.
L'organizzazione palestinese islamista Hamas rivendicò l'attentato terroristico.

## L'attacco
Nel pomeriggio di domenica 2 dicembre 2001, l'autore dell'attentato salì tranquillamente a bordo dell'autobus numero 16 di Haifa, che era in viaggio da Neve Sha'anan al ponte di Giborim. L'autore pagò il biglietto dell'autobus e pochi secondi dopo fece esplodere l'ordigno nascosto sotto i suoi vestiti. L'attacco, avvenuto in un incrocio trafficato nel quartiere di Tel Amal ad Haifa, uccise 15 persone e ne ferì altre 40, 17 delle quali in modo grave.

### Vittime[3]
- Rasem Safulin, 78 anni, di Haifa;
- Leah Strick, 73 anni, di Haifa;
- Cicilia Kozamin, 76 anni, di Haifa;
- Faina Zabiogailu, 64 anni, di Haifa;
- Mara Fishman, 53 anni, di Haifa;
- Ronen Kahalon, 30 anni, di Haifa;
- Riki Hadad, 30 anni, di Yokneam;
- Samion Kalik, 64 anni, di Haifa;
- Mikha'el Zaraisky, 71 anni, di Haifa;
- Yitzhak Ringle, 41 anni, di Haifa;
- Ina Frenkel, 60 anni, di Haifa;
- Tatiana Borovik, 23 anni, di Haifa;
- Yelena Lumkin, 62 anni, di Haifa;
- Mark Khotimliansky, 74 anni, di Haifa;
- Rosaria Reyes, 42 anni, di Batangas, Filippine.

## Gli autori
Hamas rivendicò la responsabilità per l'attacco. Un volantino pubblicato da Hamas annunciò che l'attentatore suicida era Maher Habashi, un idraulico palestinese di 21 anni di Nablus.